# イギリス国鉄55形ディーゼル機関車

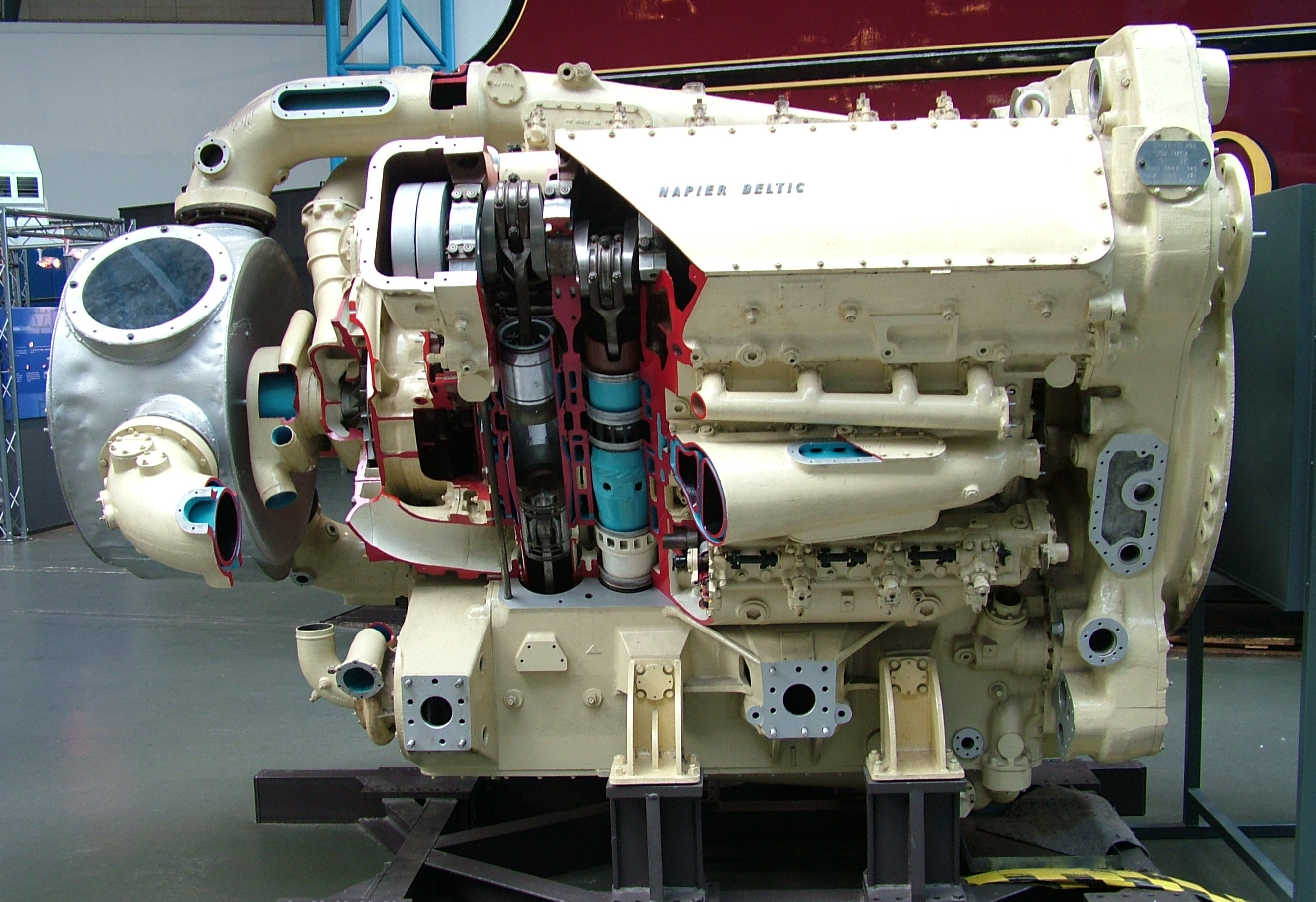
デルティックエンジン

イギリス国鉄55形ディーゼル機関車（British Rail Class 55）は、1961年に登場した旅客用電気式ディーゼル機関車の1形式である。ロンドンのキングス・クロス駅とエディンバラを結ぶ東海岸本線の高速急行列車向けに設計された。ネイピア社のデルティックエンジンを搭載することから、「デルティック」（Deltic）の愛称で呼ばれる。

## 概要
55形は、イングリッシュ・エレクトリックのバルカン・ファウンドリー工場にて1961年から1962年にかけて22両が製造された。
機関は小型、軽量かつ大出力という要件を満たすため、イングリッシュ・エレクトリックの子会社、ネイピアが開発したデルティックエンジンを搭載する。この機関は対向ピストンを三角形（デルタ）状に配置したシリンダが特徴で、魚雷艇など船舶への採用実績があった。55形の量産に先立ち、1959年にDP1号「DELTIC」機関車が試作されている。
出力は1基あたり1650HPで、55形はこれを2基搭載した3300HPの性能を発揮し、最高速度160km/hでの運転が可能となった。

## 運用
東海岸本線で従来運用のA4形蒸気機関車を置き換えるとともに、加速性能の向上による所要時間の短縮が図られ、急行列車「フライング・スコッツマン」の牽引機にも充当された。
1978年に最高速度200km/hのHSTによるインターシティー125が東海岸本線での運行を開始し、55形は第一線から外れて準速達列車などへ運用の場を移した。エンジン構造の複雑さと保守の困難さ、加えて車両自体が少数派である特殊性も相まって、1982年までに運用を終了した。
大半が廃車解体されたが、6両が博物館や保存団体により保存されている。

## 登場作品
イギリスで製作されたアニメ(チャギントン)ではこの機関車をモデルにしたブルースターという名前のキャラクターが登場している。